# Districte d'Imphal East
El districte d'Imphal East és una divisió administrativa de l'estat de Manipur, Índia. La capital és Porompat. Ocupa les valls Central i Jiribam i té una superfície de 469,4 km². La població el 2001 era de 394.876 habitants.
Va ser creat el 18 de juny de 1997 per partició del districte d'Imphal. Està format per 4 subdivisions, 3 blocks (blocs de desenvolupament) i 237 pobles. Les subdivisions són:
- Porompat
- Sawombung
- Keirao Bitra
- Jiribam

Hi ha dos municipalitats (Imphal i Jiribam) i dos Nagar Panchayats (Andro i Lamlai).
El tres blocs són:
- Imphal East I (Sawombung)
- Imphal East II (Keirao Bitra)
- Jiribam